# Charmbracelet World Tour

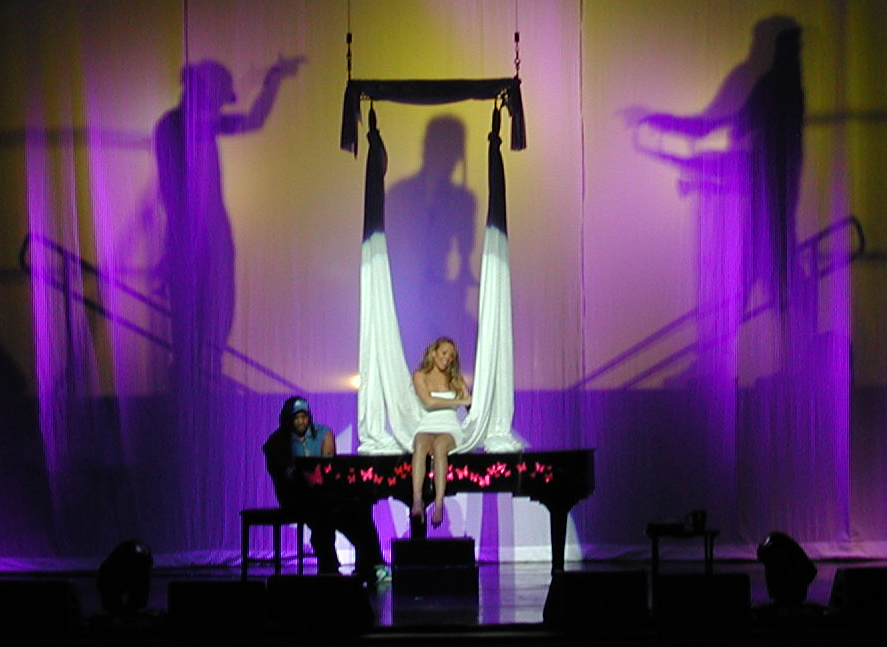
Carey a Subtle Invitation előadása közben

A Charmbracelet World Tour: An Intimate Evening with Mariah Carey Mariah Carey amerikai énekesnő 2003–2004-ben zajlott koncertturnéja. A turnéval, melynek során Ázsiában, Ausztráliában és az Egyesült Államokban adott koncertet, Charmbracelet című, előző évben megjelent albumát népszerűsítette. Ázsiában 20, Európában 16, Észak-Amerikában 33 koncertre került sor, ezzel ez lett az énekesnő mindmáig leghosszabb koncertturnéja.

## Története
Ez volt Carey első turnéja a 2000-es Rainbow World Tour óta, összesen pedig az ötödik és legtovább tartó. Korábbi turnéin csak pár európai országban, illetve Japánban, Ausztráliában és az Egyesült Államokban lépett fel néhányszor, a Charmbracelet turnéval viszont bejárta Kelet- és Délkelet-Ázsiát, valamint a Közel-Keletet is.
A turnét eredetileg nem tervezték ilyen hosszúra, Carey közben döntött a hosszabbítás mellett. Az újonnan hozzáadott koncerteken gyakran az eredetileg tervezett dalok helyett másokat adott elő, karácsonykor a karácsonyi dalai közül is. A rajongók szerint az énekesnő hangja remek formában volt az egész turné során. Maga Carey kijelentette, hogy a turné készítette fel hangját következő albuma, a The Emancipation of Mimi felvételeire.
Egyes országokban az énekesnő szexi megjelenése ellenállást váltott ki, malajziai fellépését például egy muszlim ifjúsági vezető megpróbálta megakadályozni. Carey Malajziában emiatt hétköznapibb viseletet, farmert és egyszerűbb felsőt viselt. Néhány ázsiai országban koncertek maradtak el vagy lettek elhalasztva a SARS járvány miatt: Szingapúrban elmaradt a koncert, Dél-Koreában később került rá sor.

## Dallista
Carey a weboldalán lehetővé tette, hogy a rajongók véleményt nyilvánítsanak arról, melyik dalokat szeretnék hallani, bár ezt végül nem minden esetben tartotta be. Ezután arra is lehetett szavazni minden koncert előtt, hogy három előre meghatározott dalból melyiket adja elő; majdnem minden alkalommal a Can’t Take That Away (Mariah’s Theme) győzött, pár alkalommal a One Sweet Day is, a Love Takes Time pedig egyszer sem.
1. Bevezető (részéetekkel a Looking In című számból)
2. Heartbreaker (Jay-Z előre felvett rapbetétjével; részleteket tartalmaz a remixváltozatból, Da Brat és Missy Elliott előre felvett rapbetétjével)
3. Dreamlover
4. Through the Rain
5. My All (részletekkel a Classic Club Mix változatból)
6. Clown 1
7. Can’t Take That Away (Mariah’s Theme) 2
8. Honey
9. I Know What You Want
10. Subtle Invitation 1
11. My Saving Grace
12. I’ll Be There
13. Bringin’ On the Heartbreak 1
14. Fantasy (Bad Boy Remix, O.D.B. előre felvett rapbetétjével)
15. Always Be My Baby 3
16. Make It Happen
17. Without You 4
18. Vision of Love 5
19. Hero
20. Butterfly Outro
21. All I Want for Christmas Is You 6

1Manchesterben, majd az európai szakasz után elmaradt

2a Las Vegas-i Caesar’s Palace-ben adott koncerttől része a műsornak

3a decemberi amerikai koncerteken nem szerepelt

4csak Európában, Manilában, Sanghajban és Thaiföldön szerepelt

5Japánban és Dubaiban nem adta elő

6csak Japánban és decemberben az Egyesült Államokban

### További dalok
- You Got Me (csak Szöulban)
- One Sweet Day (csak a St. Louis-i, mashantucketi és morrisoni koncerteken)
- What Would You Do (csak Los Angelesben, december 17-én)
- Joy to the World (csak a decemberi amerikai fellépéseken)
- Hark! The Herald Angels Sing (csak a decemberi amerikai fellépéseken)

## Koncertdátumok
| Dátum                | Város                     | Ország                    | Helyszín                               |
| Ázsia                | Ázsia                     | Ázsia                     | Ázsia                                  |
| -------------------- | ------------------------- | ------------------------- | -------------------------------------- |
| 2003. június 21.     | Szöul                     | Dél-Korea                 | Jamsil Sports Complex                  |
| 2003. június 24.     | Ószaka                    | Japán                     | Osaka-jō Hall                          |
| 2003. június 26.     | Ószaka                    | Japán                     | Osaka-jō Hall                          |
| 2003. június 29.     | Fukuoka                   | Japán                     | Marine Messe Fukuoka                   |
| 2003. július 1.      | Fukuoka                   | Japán                     | Marine Messe Fukuoka                   |
| 2003. július 3.      | Hirosima                  | Japán                     | Hiroshima Sun Plaza                    |
| 2003. július 6.      | Tokió                     | Japán                     | Nippon Budokan                         |
| 2003. július 8.      | Tokió                     | Japán                     | Nippon Budokan                         |
| 2003. július 10.     | Tokió                     | Japán                     | Nippon Budokan                         |
| 2003. július 13.     | Nagoja                    | Japán                     | Rainbow Hall                           |
| 2003. július 15.     | Nagoja                    | Japán                     | Rainbow Hall                           |
| Észak-Amerika        |                           |                           |                                        |
| 2003. július 26.     | Paradise, Nevada          | Amerikai Egyesült Államok | Caesars Palace                         |
| 2003. július 29.     | Chicago                   | Amerikai Egyesült Államok | United Center                          |
| 2003. augusztus 1.   | St. Louis, Missouri       | Amerikai Egyesült Államok | Fox Theatre                            |
| 2003. augusztus 3.   | Cleveland                 | Amerikai Egyesült Államok | Scene Pavilion                         |
| 2003. augusztus 5.   | Columbia, Maryland        | Amerikai Egyesült Államok | Merriweather Post Pavilion             |
| 2003. augusztus 7.   | Toronto                   | Kanada                    | Air Canada Centre                      |
| 2003. augusztus 10.  | Morrison, Colorado        | Egyesült Államok          | Red Rocks Amphitheatre                 |
| 2003. augusztus 13.  | Concord, Kalifornia       | Egyesült Államok          | Chronicle Pavilion                     |
| 2003. augusztus 15.  | San Diego                 | Egyesült Államok          | SDSU Open Air Theatre                  |
| 2003. augusztus 18.  | Los Angeles               | Egyesült Államok          | Universal Amphitheatre                 |
| 2003. augusztus 21.  | Los Angeles               | Egyesült Államok          | Universal Amphitheatre                 |
| 2003. augusztus 23.  | Phoenix                   | Egyesült Államok          | Dodge Theater                          |
| 2003. augusztus 26.  | Grand Prairie, Texas      | Egyesült Államok          | Nokia Theatre                          |
| 2003. augusztus 28.  | The Woodlands, Texas      | Egyesült Államok          | The Pavilion                           |
| 2003. augusztus 30.  | Orlando                   | Egyesült Államok          | Bob Carr Performing Arts Centre        |
| 2003. szeptember 1.  | Fort Lauderdale           | Egyesült Államok          | Broward Center                         |
| 2003. szeptember 3.  | Tampa                     | Egyesült Államok          | The Tampa Bay                          |
| 2003. szeptember 6.  | Mashantucket              | Egyesült Államok          | Foxwoods Resort Casino                 |
| 2003. szeptember 8.  | Boston                    | Egyesült Államok          | Wang Center                            |
| 2003. szeptember 10. | Upper Darby, Pennsylvania | Egyesült Államok          | Tower Theatre                          |
| 2003. szeptember 12. | Wallingford               | Egyesült Államok          | Oakdale Theatre                        |
| 2003. szeptember 14. | Cincinnati                | Egyesült Államok          | U.S. Bank Arena                        |
| 2003. szeptember 18. | New York City             | Egyesült Államok          | Radio City Music Hall                  |
| 2003. szeptember 20. | Atlantic City             | Egyesült Államok          | Trump Taj                              |
| 2003. szeptember 23. | Manchester, New Hampshire | Egyesült Államok          | Verizon Wireless Arena                 |
| Európa               |                           |                           |                                        |
| 2003. szeptember 27. | Moszkva                   | Oroszország               | State Kremlin Palace                   |
| 2003. szeptember 29. | Moszkva                   | Oroszország               | State Kremlin Palace                   |
| 2003. október 2.     | Szentpétervár             | Oroszország               | Jégpalota                              |
| 2003. október 5.     | Stockholm                 | Svédország                | Globen                                 |
| 2003. október 8.     | Rotterdam                 | Hollandia                 | Ahoy Rotterdam                         |
| 2003. október 10.    | Hamburg                   | Németország               | Color Line Arena                       |
| 2003. október 13.    | Berlin                    | Németország               | Max-Schmeling-Halle                    |
| 2003. október 16.    | München                   | Németország               | Olympiahalle                           |
| 2003. október 19.    | Bécs                      | Ausztria                  | Wiener Stadthalle                      |
| 2003. október 22.    | Zürich                    | Svájc                     | Hallenstadion                          |
| 2003. október 25.    | Glasgow                   | Egyesült Királyság        | SECC                                   |
| 2003. október 28.    | Birmingham                | Egyesült Királyság        | National Exhibition Centre             |
| 2003. október 30.    | London                    | Egyesült Királyság        | Wembley Arena                          |
| 2003. november 1.    | Manchester                | Egyesült Királyság        | MEN Arena                              |
| 2003. november 4.    | Párizs                    | Franciaország             | Palais Omnisports de Paris-Bercy       |
| 2003. november 7.    | Milánó                    | Olaszország               | Fila Forum                             |
| Ázsia                |                           |                           |                                        |
| 2003. november 12.   | Sanghaj                   | Kína                      | Hong Kou Stadium                       |
| 2003. november 14.   | Sanghaj                   | Kína                      | Hong Kou Stadium                       |
| 2003. november 16.   | Taguig                    | Fülöp-szigetek            | Bonifacio Global City Open Field       |
| Észak-Amerika        |                           |                           |                                        |
| 2003. december 9.    | Portland                  | Egyesült Államok          | Arlene Schnitzer Concert Hall          |
| 2003. december 10.   | Seattle                   | Egyesült Államok          | McCaw Hall                             |
| 2003. december 12.   | San Jose, Kalifornia      | Egyesült Államok          | HP Pavilion at San Jose                |
| 2003. december 15.   | Santa Barbara             | Egyesült Államok          | Arlington Theater                      |
| 2003. december 17.   | Los Angeles               | Egyesült Államok          | Universal Amphitheater                 |
| 2003. december 19.   | Tucson                    | Egyesült Államok          | TCC Arena                              |
| 2003. december 20.   | Las Vegas                 | Egyesült Államok          | Theatre for the Performing Arts        |
| 2003. december 22.   | Costa Mesa, Kalifornia    | Egyesült Államok          | Orange County PAC                      |
| Ázsia                |                           |                           |                                        |
| 2004. február 13.    | Buszan                    | Dél-Korea                 | Busan Exhibition and Convention Center |
| 2004. február 15.    | Jakarta                   | Indonézia                 | Jakarta Convention Center              |
| 2004. február 17.    | Bangkok                   | Thaiföld                  | IMPACT Arena                           |
| 2004. február 20.    | Kuala Lumpur              | Malajzia                  | Stadium Merdeka                        |
| 2004. február 24.    | Bejrút                    | Libanon                   | B.I.E.L.                               |
| 2004. február 26.    | Dubai                     | Egyesült Arab Emirátusok  | Dubai Media City                       |

### Rekordbevétel
| Helyszín                         | Város   | Eladott jegyek / Összes jegy | Bruttó bevétel |
| -------------------------------- | ------- | ---------------------------- | -------------- |
| Hong Kou Stadium                 | Sanghaj | 40 000/40 000 (100%)         |                |
| Bonifacio Global City Open Field | Manila  | 30 000/30 000 (100%)         |                |